# Eccellenza Abruzzo 2017-2018
L'Eccellenza Abruzzo 2017-2018 è il ventisettesimo campionato regionale di Eccellenza organizzato in Abruzzo. Rappresenta il quinto livello della piramide calcistica italiana.

## Stagione

### Novità
Tornano in Eccellenza il Chieti, nuova società costituita dopo la radiazione dal campionato di Serie D, e il Real Giulianova, vincitore della Promozione 2016-2017. Debutto nel massimo torneo regionale per lo Spoltore, secondo nel girone B della Promozione Abruzzo 2016-2017. Il Francavilla torna in Serie D per ripescaggio, perciò viene ripescata l'Amiternina.

### Formula
La formula prevede la promozione diretta in Serie D per la squadra che giunge in prima posizione al termine del campionato. I play-off si disputeranno tra la seconda e la quinta classificata: le semifinali si svolgeranno tra la seconda e la quinta classificata e tra la terza e la quarta, in casa della meglio classificata.

## Squadre partecipanti
| Club                                    | Città (provincia)               | Stadio                                | Stagione 2016-2017                         |
| --------------------------------------- | ------------------------------- | ------------------------------------- | ------------------------------------------ |
| A.S.D. 2000 Acqua e Sapone Montesilvano | Montesilvano (PE)               | Stadio Comunale Montesilvano          | 12º posto in Eccellenza                    |
| A.S.D. Alba Adriatica                   | Alba Adriatica (TE)             | Stadio Comunale Luca Vallese          | 5º posto in Eccellenza                     |
| S.P.D. Amiternina                       | Scoppito (AQ)                   | Stadio Comunale di Scoppito           | 17º posto in Serie D/Girone F, retrocesso  |
| A.S.D. Capistrello                      | Capistrello (AQ)                | Stadio Comunale                       | 8º posto in Eccellenza                     |
| A.S.D. Chieti F.C. 1922                 | Chieti                          | Stadio Guido Angelini                 | radiata durante la stagione                |
| A.S.D. Cupello                          | Cupello (CH)                    | Stadio Comunale                       | 9º posto in Eccellenza                     |
| A.S.D. Martinsicuro                     | Martinsicuro (TE)               | Stadio Alberto Tommolini              | 2º posto in Eccellenza                     |
| A.S.D. Miglianico                       | Miglianico (CH)                 | Stadio Fratelli Ciavatta              | 16º posto in Eccellenza                    |
| A.S.D. Montorio 88                      | Montorio al Vomano (TE)         | Stadio Giampiero Pigliacelli          | 14º posto in Eccellenza                    |
| A.S.D. Paterno                          | Paterno (Avezzano) (AQ)         | Stadio comunale di Magliano de' Marsi | 3º posto in Eccellenza                     |
| A.S.D. Penne Calcio                     | Penne (PE)                      | Stadio Comunale                       | 11º posto in Eccellenza                    |
| A.S.D. Real Giulianova                  | Giulianova (TE)                 | Stadio Rubens Fadini                  | 1º posto in Promozione Abruzzo/A, promosso |
| Renato Curi Angolana                    | Città Sant'Angelo (PE)          | Stadio Leonardo Petruzzi              | 6º posto in Eccellenza                     |
| A.S.D. River Chieti 65                  | Chieti                          | Stadio Comunale                       | 13º posto in Eccellenza                    |
| A.S.D. Sambuceto Calcio                 | San Giovanni Teatino (CH)       | Stadio Comunale                       | 7º posto in Eccellenza                     |
| U.S. San Salvo A.S.D.                   | San Salvo (CH)                  | Stadio Comunale Davide Bucci          | 10º posto in Eccellenza                    |
| A.S.D. Spoltore Calcio                  | Spoltore (PE)                   | Stadio Antonio Caprarese              | 2º posto in Promozione Abruzzo/B, promosso |
| Pol. D. Torrese                         | Villa Torre di Castellalto (TE) | Stadio Comunale                       | 2º posto in Promozione Abruzzo/A, ammesso  |

## Classifica
|  | Pos. | Squadra                   | Pt | G  | V  | N  | P  | GF | GS | DR  |
|  | ---- | ------------------------- | -- | -- | -- | -- | -- | -- | -- | --- |
|  | 1.   | Real Giulianova           | 78 | 34 | 24 | 6  | 4  | 67 | 24 | 43  |
|  | 2.   | Chieti                    | 62 | 34 | 18 | 8  | 8  | 51 | 34 | 17  |
|  | 3.   | Paterno                   | 60 | 34 | 17 | 9  | 8  | 51 | 33 | 18  |
|  | 4.   | Martinsicuro              | 56 | 34 | 16 | 8  | 10 | 49 | 42 | 7   |
|  | 5.   | Spoltore                  | 55 | 34 | 16 | 7  | 11 | 58 | 38 | 20  |
|  | 6.   | Torrese                   | 52 | 34 | 14 | 10 | 10 | 54 | 46 | 8   |
|  | 7.   | Capistrello               | 48 | 34 | 15 | 3  | 16 | 51 | 50 | 1   |
|  | 8.   | Penne                     | 48 | 34 | 13 | 9  | 12 | 44 | 47 | -3  |
|  | 9.   | Sambuceto                 | 46 | 34 | 12 | 10 | 12 | 36 | 34 | 2   |
|  | 10.  | R.C. Angolana             | 45 | 34 | 12 | 9  | 13 | 39 | 43 | -4  |
|  | 11.  | Alba Adriatica            | 45 | 34 | 11 | 12 | 11 | 47 | 48 | -1  |
|  | 12.  | Acqua&Sapone Montesilvano | 40 | 34 | 10 | 10 | 14 | 44 | 54 | -10 |
|  | 13.  | Amiternina                | 39 | 34 | 11 | 6  | 17 | 31 | 43 | -12 |
|  | 14.  | Cupello                   | 39 | 34 | 9  | 12 | 13 | 37 | 45 | -8  |
|  | 15.  | River Chieti Casale       | 37 | 34 | 8  | 13 | 13 | 30 | 44 | -14 |
|  | 16.  | Miglianico                | 31 | 34 | 6  | 13 | 15 | 32 | 45 | -13 |
|  | 17.  | Montorio 88               | 30 | 34 | 7  | 9  | 18 | 30 | 53 | -23 |
|  | 18.  | San Salvo                 | 26 | 34 | 6  | 8  | 20 | 39 | 67 | -28 |

Legenda:
      Promossa in Serie D 2018-2019.
      Ammessa ai play-off nazionali.
  Partecipa ai play-off o ai play-out.
      Retrocessa in Promozione 2018-2019.
Regolamento:
Tre punti a vittoria, uno a pareggio, zero a sconfitta.

## Spareggi

### Play-off

#### Semifinali
|         | Risultati |              | Luogo e data            |
| ------- | --------- | ------------ | ----------------------- |
| Chieti  | 0-1       | Spoltore     | Chieti, 1 maggio 2018   |
| Paterno | 2-1       | Martinsicuro | Canistro, 1 maggio 2018 |
|         |           |              |                         |

#### Finale
|          | Risultati |         | Luogo e data          |
| -------- | --------- | ------- | --------------------- |
| Spoltore | 0-0       | Paterno | Pineto, 6 maggio 2018 |
|          |           |         |                       |

### Play-out
I play-out si sono disputati il 6 maggio 2018.
|              | Risultati |             | Luogo e data           |
| ------------ | --------- | ----------- | ---------------------- |
| Cupello      | 3-2       | Montorio 88 | Cupello, 6 maggio 2018 |
| River Chieti | 2-5       | Miglianico  | Chieti, 6 maggio 2018  |
|              |           |             |                        |